# Johnny & Associates
Smile Up, Inc. (яп. 株式会社SMILE-UP. Кабусики-гайся Сумаиру Аппу), ранее известная как Johnny & Associates, Inc. (яп. 株式会社ジャニーズ事務所 Кабусики-гайся Дзяни:дзу Дзимусё) — японское букинг-агентство. Основано Джонни Китагавой в 1962 году, которое обучает и продвигает мужские группы, известных как Johnny’s. До 2019 года агентство было печально известна своей строгой политикой, связанной с распространением музыки за рубежом, а также строгим контролем и влиянием на своих участников.
Агентство Johnny & Associates вот уже 50 лет имеет фактическую монополию на создание бой-бэндов в своей стране. (Поскольку практически все самые успешные бой-бэнды Японии были созданы именно этим агентством.).
На волне продолжающихся обвинений в сексуальном насилии, направленных против Китагавы, который умер в 2019 году, его племянница Джули Кейко Фудзисима ушла с поста президента в сентябре 2023 года. В октябре 2023 года новый президент Нориюки Хигасияма объявил о планах создать новую компанию для управления артистами, в то время как нынешний Джонни & Сотрудники будут реформированы с целью выплаты компенсации жертвам сексуального насилия. 17 октября Johnny & Associates была переименована в Smile Up (под брендом «SMILE-UP»).

## История

### 1962—1989
В 1962 году Китагава запустил свою первую группу, названную им в свою честь «Johnny’s». В первые дни своего существования агентство Китагавы арендовало офисное помещение, принадлежащее Watanabe Productions, также работавшее под её руководством. Но только в 1968 году с группой Four Leaves ему удалось добиться успеха. Four Leaves оставили неизгладимое наследие в индустрии, потому что они были созданы как «Группа, которая не играет на инструментах», продукт вкуса Китагавы подчеркивать атрибуты, индивидуальность и физические способности исполнителя. Дальше, следовало несколько успешных проектов таких как Масахико Кондо (яп. 近藤 真彦), чья песня «Orokamono» (яп. 愚か者, «Дурак») взяла главную награду на 29-й церкмонии Japan Record Awards в 1987 году, и группа Hikaru Genji (光GENJI), которая стала первой группой компании, имеющей три самых продаваемых синглов по ежегодным графикам Oricon в 1988 году.
В 1991 году состоялся дебют группы SMAP, которая стала заниматься не только музыкой, но и другими сферами развлечений: регулярные появления на теле- и радиопередачах, работа в рекламных ролика, дорамах и фильмах. Из-за их вездесущности на телевидении, SMAP приобрел популярность, и их сингла «Sekai ni Hitotsu Dake no Hana» (яп. 世界に一つだけの花, «Единственный в мире цветок») 2003 года, было продано более 2,57 миллиона копий и он стал девятым самым продаваемым синглом в Японии.
Johnny & Associates сыграли важную роль в послевоенном росте японских бойз-бэндов и индустрии айдолов. В то время как с 1970-х годов существовали артисты, которые могли петь и танцевать одновременно, агентство популяризировало идею айдолов, ориентированных на исполнение, в 1980-х годах. Самому Китагаве приписывают изобретение системы айдолов, согласно которой стажеры (известные как Johnny Jr.) принимаются в агентство в юном возрасте, чтобы обучаться пению, танцам и актёрскому мастерству до их дебюта.

### 1990—2009
Примерно в 1990-х маркетинговая стратегия Johnny & Associates изменилась, включив проведение шоу в число своих специальностей. В то время агентство сосредоточилось на маркетинге певческих и танцевальных талантов своих артистов, пока они не уйдут на пенсию примерно в возрасте 25 лет, когда уйдут из индустрии. Принимая к сведению успех бывшего участника Shibugakitai Хирохидэ Якумару в качестве ведущего Hanamaru, Johnny & Associates впоследствии обучили свои более поздние группы также иметь публичный имидж.
В 1990-е годы Johnny & Associates начали отказываться от номинаций на Japan Record Awards и Japan Academy Awards, отчасти из-за спора о музыкальном жанре одной из их групп на 32-й церемонии Japan Record Awards. Ещё одна упомянутая причина заключалась в том, что номинации породили бы конкуренцию между группами компании и с другими номинантами.
В 1997 году агентство основало звукозаписывающий лейбл Johnny’s Entertainment. Кроме того, концерт обратного отсчета в канун Нового года проводится в прямом эфире Fuji TV из Токио Доум с 1996 года, известный как Johnny’s Countdown Live, каждый год с другой тематикой.
В 2006 году Oricon подали в суд на журналиста Хиро Угайю, когда его цитировали в статье журнала Cyzo, в которой говорилось, что компания манипулировала своей статистикой в интересах определённых управляющих компаний и лейблов (в частности, Johnny & Associates. Угайя осудил эту акцию как стратегический судебный процесс против участия общественности, и позже Oricon отклонили его, не предъявив журналисту никаких обвинений.
В 2007 году временная группа Johnny’s Jr., Hey! Say! 7, побили рекорд как самая молодая мужская группа, когда-либо возглавлявшая чарты Oricon, со средним возрастом 14,8 лет. Позже в том же году, Hey! Say! JUMP побили рекорд как самая многочисленная группа, дебютировавшая в истории компании, с десятью участниками. К 2008 году Johnny & Associates была известна как «Топ-3» компаний звукозаписывающих исполнителей.

### 2010-настоящее время

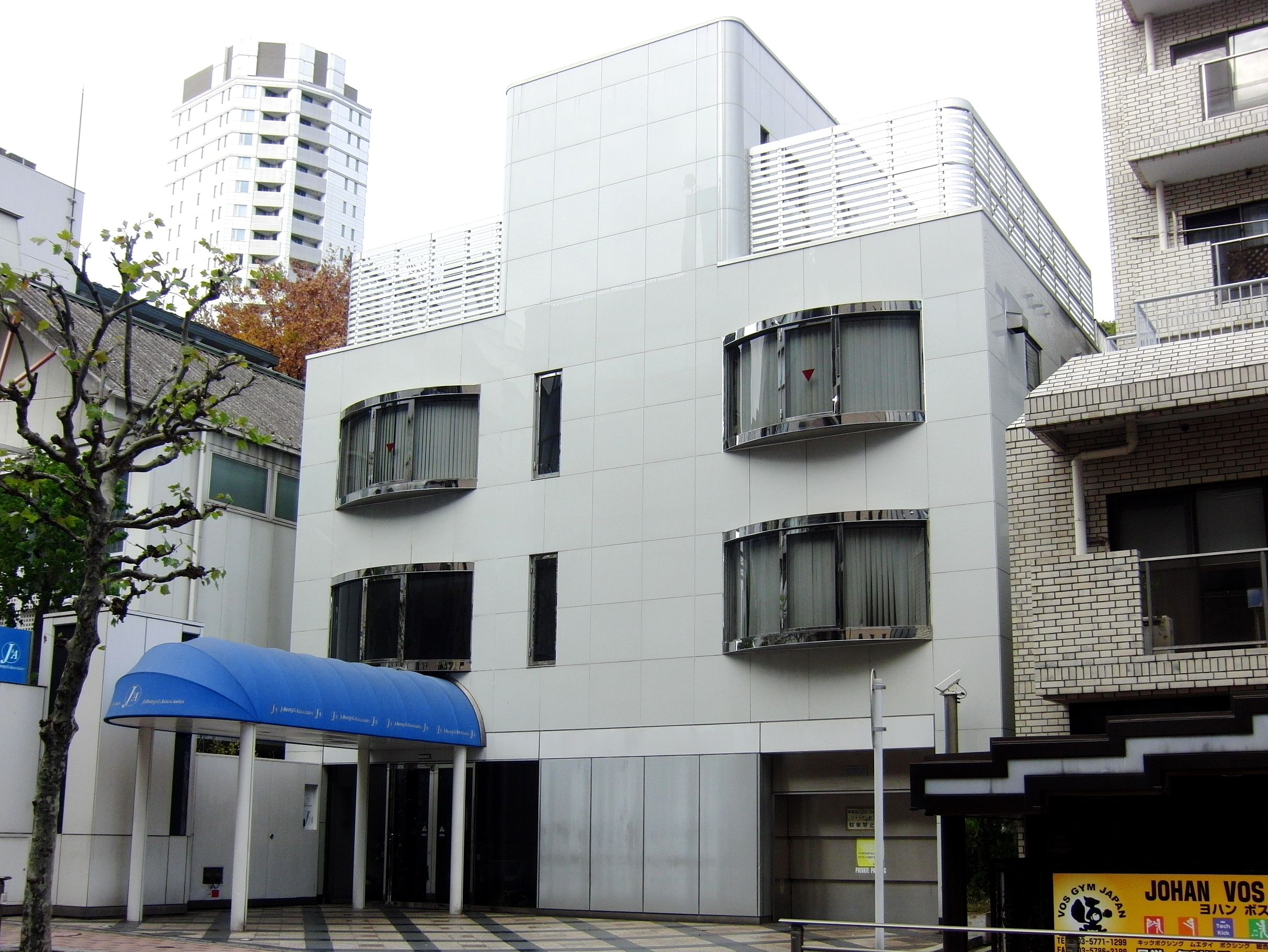
Штаб-квартира в Минато, Токио (1998—2018).

19 ноября 2010 года Масахико Кондо получил награду за лучшее вокальное исполнение на 52-й премии Japan Record Awards; Кондо был первым лауреатом премии Johnny с тех пор, как Ninja отказался выступать вживую на церемонии 1990 года.
18 сентября 2011 года Китагава получил награду Книги рекордов Гиннесса за наибольшее количество синглов номер один (232) и наибольшее количество концертов (8419; с 1974 по 2010 год), спродюсированных одним человеком. Его шоу посетили, по оценкам, 48 234 550 человек.
В 2018 году Johnny & Associates, особенно Китагава, который ранее был известен строгим контролем доступа к своим выступлениям, создали YouTube-канал для своих групп стажеров Johnny’s Jr. В январе 2019 года Хидэаки Такидзава был назначен президентом нового подразделения, компания под названием Johnny’s Island, где он будет руководить и наблюдать за дебютом стажерской группы Snow Man. После смерти Китагавы 9 июля 2019 года его племянница Джули Кейко Фудзисима была назначена новым президентом агентства, в то время как Такидзава и Сугуру Сирахасэ стали вице-президентами, а старшая сестра Китагавы, Мэри Ясуко Фудзисима, стала исполнительным директором. После этого Johnny & Associates не только составили дискографию некоторых своих талантов, которая включала сотрудничество с другими артистами, доступное на потоковых платформах, но и открыли для них сайты социальных сетей, но также открыл для себя официальный Твиттер на английском языке в 2021 году.

## Благотворительная деятельность
В 1998 году группы компании KinKi Kids, V6 и Tokio сформировали специальную благотворительную группу под названием J-Friends, чтобы собрать средства для жертв землетрясения Хансин и Авадзи 1995 года. Группа продолжала заниматься несколькими видами деятельности, вплоть до своего расформирования в 2003 году.
Агентство продолжило свой проект по сбору средств, теперь с Marching J, для жертв землетрясения в Тохоку в 2011 году. Его первое мероприятие состоялось с 1 по 3 апреля Hey! Say! JUMP, SMAP, Tokio, KinKi Kids, V6, Arashi, Tackey and Tsubasa, NEWS, Kanjani8, KAT-TUN и Johnny’s Juniors приняли участие в сборе средств, который включал беседы и выступления А капелла. Агентство планировало проводить по одному сбору средств в месяц в течение года. Следующее мероприятие, бейсбольный турнир с участием Johnny’s Jrs., состоялось 29 мая. После землетрясения и цунами в Тохоку в 2011 году Johnny & Associates отменили или перенесли 18 концертов, включая выступления Томохисы Ямаситы и Tackey & Tsubasa. Генераторы, грузовики и 2000 литров (530 галлонов США) бензина, которые должны были быть использованы на концертах, были пожертвованы на благотворительные цели.
Благотворительная деятельность продолжалась под лозунгом Джонни «Smile Up! Project». 13 мая 2020 года сообщалось, что 76 артистов Johnny’s из 15 групп, включая V6, Arashi, News и другие, будут включены во временное подразделение «Twenty Twenty», в рамках благотворительного проекта Johnny’s с поддержкой деятельности по предотвращению распространения COVID-19. Эта группа исполнила песню «Smile», написанную Кадзутоси Сакураем из Mr. Children, который был выпущен как сингл в цифровом виде 22 июня и на компакт-диске 12 августа.
Юя Тэгоси был исключен из группы из-за сообщений о том, что он не выполнил приказ оставаться дома во время чрезвычайной ситуации в апреле. Позже выяснилось, что его контракт был расторгнут и что он покинул компанию. Мероприятия продолжились в конце года с новой информационной кампанией против COVID-19 и гриппа, которая началась 24 ноября. «Aitsu», новый проект, вращается вокруг серии фильмов, продолжающих пропаганду мер по охране здоровья, используемых с начала пандемии, таких как правильная форма мытья рук, постоянное использование маски и другие. Фильмы будут распространяться по всей Японии, а также войдут в программу «Smile Up!» аккаунты проекта в социальных сетях.

## Мнения и разногласия

### Доступность для талантов
Бизнес-модель Johnny & Associates имеет агентство в центре в большинстве областей, в которых она работает; у компании было собственное подразделение звукозаписи, издательства, производства, кинопроизводства, мерчандайзинга и рекламы, вертикальная интеграция, параллельная японской системе Кэйрэцу, и на протяжении большей части своей истории передавала информацию непосредственно поклонникам исключительно через Семейный клуб, жестко контролируемую платформу на основе членства, на которой её артисты и их поклонники могут общаться и обмениваться информацией друг с другом. В течение 20-го века F. C. в основном поддерживался с помощью почты и факса.
Johnny & Associates осуществляет строгий контроль за подобием своих артистов, вплоть до того, что фотографии изначально даже не публиковались на официальном сайте компании, а силуэты использовались вместо реальных изображений на официальных сайтах фильмов и телевидения, в которых появился артист. В дополнение к этому, Johnny & Associates до недавнего времени не использовали социальные сети, ограничивая цифровой контент услугами платной подписки, такими как Johnny’s Web. В 2011 году Johnny & Associates начали публиковать фотографии своих артистов на своем официальном сайте. 31 января 2018 года Johnny & Associates полностью сняли запрет на фотографии и позволили прессе более свободно публиковать одобренные изображения своих артистов. В марте того же года Johnny & Associates запустили канал на YouTube для избранных групп Johnny’s Jr. После смерти Китагавы в 2019 году Johnny & Associates расширили доступ к своим артистам.

### Обвинения в сексуальных домогательствах
В 1988 году бывший участник Four Leaves Кодзи Кита утверждал в своей книге Dear Hikaru Genji, что Китагава сделал ему предложение и что Китагава управлял кушеткой для кастинга. В 1996 году бывший участник Johnny-Jr Дзюнъя Хирамото утверждал в своей книге All About Johnnys, что Китагава делил общее общежитие с мальчиками и настаивал на том, чтобы мыть им спины во время ванны. В 1999 году японский еженедельник Shukan Bunshun выпустил череду статей о том, что несовершеннолетний мальчик, клиент агентства, подвергался сексуальному насилию и был принуждён к употреблению алкоголя и табака. Агентство Johnny’s подало иск на издателя журнала в 2002 году, Главное управление токийской полиции выписало штраф еженедельнику в размере ¥8.8 миллионов. Штраф, в свою очередь, был обжалован и Высший суд Токио вернул издателю ¥1.2 миллионов, за недоказанность, что сексуального насилия не было. Китагава подал апелляцию в Верховный суд Японии, но в 2004 году она была отклонена. Этот случай получил минимальное освещение в Японии, и многие журналисты приписывали его влиянию Китагавы на японские СМИ.
7 марта 2023 года BBC выпустила документальный фильм, посвященный обвинениям Китагавы в сексуальных домогательствах, под названием «Хищник: тайный скандал J-Pop». В ответ Johnny & Associates опубликовали заявление, в котором говорилось, что они работают над созданием «прозрачных организационных структур», о которых будет объявлено позже в этом году.
7 сентября 2023 года Johnny & Associates принесло извинения после признания, что покойный основатель Джонни Китагава в течение многих лет совершал сексуальные домогательства в отношении несовершеннолетних. Президент агентства Фудзисима Джули, племянница Китагавы, сказала: «Johnny & Associates и я сама узнали, что Китагава совершал сексуальные домогательства. Я приношу свои искренние извинения пострадавшим». Фудзисима подала в отставку с поста президента агентства.

### Расследование по внесению СМИ в чёрный список
В течение многих лет Johnny & Associates подозревали в связях со средствами массовой информации с целью широкого и благоприятного освещения компании, её действий и Китагавы, в то же время уменьшая освещение всего, что воспринимается как угроза их имиджу и продажам. В одном из примеров, отмеченных журналистами, упоминается, что Китагава угрожал отозвать своих артистов из определённых музыкальных программ и каналов, если они будут предоставлять неблагоприятное освещение или приглашать конкурирующие бойз-бэнды из других агентств. 18 июля 2019 года Комиссия по добросовестной торговле провела расследование в отношении Johnny & Associates за потенциальное нарушение антимонопольного закона из-за обвинений в давлении на СМИ с целью уменьшения освещения деятельности Atarashii Chizu, группы, состоящей из бывших участников SMAP Синго Катори, Цуёси Кусанаги и Горо Инагаки. Несмотря на отсутствие веских доказательств, Johnny & Associates получили предупреждение.

## Артисты

### Звукозаписывающие артисты
| Группы - 20th Century - TOKIO - KinKi Kids - Arashi - NEWS - Super Eight - KAT-TUN - Hey! Say! JUMP - Kis-My-Ft2 | - Timelesz - A.B.C-Z - West. - King & Prince - SixTones - Snow Man - Naniwa Danshi - Travis Japan - Ae! group | Саб-юниты - Busaiku | Soloists - Такуя Китамура - Юма Накаяма |

### Трейни
Стажеры известны как Johnny’s Jr. и традиционно выступали в связанных с Johnny’s шоу и в качестве бэк-танцоров в группах агентства. Однако в последние годы отдельные младшие группы приобрели уровень известности, близкий к основным выступлениям старших групп, включая национальное коммерческое спонсорство, сольные концерты, национальные туры, и главные роли в кино и на телевидении.

#### Действующие трейни
- HiHi Jets (ja) — сформированы в 2015
- Bi Shonen (美 少年) — сформированы в 2016
- 7 Men Samurai — сформированы в 2018
- Shonen Ninja (少年忍者) — сформированы в 2018
- Jr. SP — сформированы в 2018
- IMPACTors — сформированы в 2020
- Go!Go!Kids (ja)- сформированы в 2022
- Lil Kansai (Lil かんさい) — сформированы в 2019
- Ae! group (Aぇ! group) — сформированы в 2019
- Boys be (ja) — сформированы в 2020
- AmBitious (ja)- сформированы в 2022